# Ronde van Spanje 2021/Zesde etappe
De zesde etappe van de Ronde van Spanje 2021 werd verreden op 19 augustus van Requena naar de Alto de Cullera. Het betrof een bergetappe over 158,3 kilometer.

## Verloop
Pas na veertig kilometer koers ontstond er een kopgroep die de zege kreeg van klassementsleider Kenny Elissonde en die bestond uit Jetse Bol, Joan Bou, Magnus Cort, Ryan Gibbons en Bert-Jan Lindeman. Hun voorsprong liep snel op tot zeven minuten, waarna Team BikeExchange van sprinter Michael Matthews het initiatief nam om de koplopers terug te halen. Zij wisten wat minuten van de voorsprong af te halen. In een zone waar waaiers op de loer lagen, leidde de nervositeit tot een valpartij waarbij Andrej Zejts bij betrokken was. Het ontbreken van deze renner maakte dat BikeExchange geen tempo meer kon maken op kop van het peloton.
Op dertig kilometer werd het peloton dan uiteindelijk toch in waaiers getrokken door het werk van Movistar, INEOS Grenadiers en Jumbo-Visma voor hun respectievelijke kopmannen Enric Mas, Egan Bernal en Primož Roglič. Rodetruidrager Elissonde leek het slachtoffer te worden van deze actie, maar hij profiteerde toen het voorin stilviel. De wind stond in de finale niet gunstig genoeg om verdere splitsingen te veroorzaken. De kopgroep hield zich tot dan toe kranig stand.
Het uitgedunde peloton ging een lastige finale in met als slotklim de lastige Alto de la Montaña de Cullera (1,9 kilometer à 9,2%). Onder de boog van de laatste tien kilometer stond de wind weer gunstig en werden er door Movistar weer waaiers getrokken, waar Hugh Carthy het voornaamste slachtoffer van was. Ook hij had het geluk dat het peloton stilviel en kon terugkeren in het peloton. Aan de voet van de slotklim had de kopgroep nog twintig seconden over. Van de kopgroep bleven in de finale Cort en Lindeman over. Daarachter spatte het peloton volledig uit elkaar en verloor rodetruidrager Elissonde de aansluiting.
In de ultieme finale wist Cort Lindeman te lossen en leek hij solo naar de overwinning te gaan. Roglič leek echter de Deen nog te achterhalen, maar kwam uiteindelijk in de bochtige finale slechts tot het achterwiel van Cort. De Deen wint de etappe voor Roglič, die een handvol seconden wint op alle concurrenten en de rode trui herovert op Elissonde.

## Uitslag
| Requena – Alto de Cullera (158,3 km) |                     |                       |          |
| Plaats                               | Naam                | Ploeg                 | Tijd     |
| Winnaar                              | Magnus Cort         | EF Education-Nippo    | 3u30'53" |
| 2                                    | Primož Roglič       | Team Jumbo-Visma      | z.t.     |
| 3                                    | Andrea Bagioli      | Deceuninck-Quick-Step | + 2"     |
| 4                                    | Aleksandr Vlasov    | Astana-Premier Tech   | + 4"     |
| 5                                    | Enric Mas           | Movistar Team         | z.t.     |
| 6                                    | Michael Matthews    | Team BikeExchange     | + 6"     |
| 7                                    | Egan Bernal         | INEOS Grenadiers      | + 8"     |
| 8                                    | Alejandro Valverde  | Movistar Team         | z.t.     |
| 9                                    | Miguel Ángel López  | Movistar Team         | + 9"     |
| 10                                   | Felix Großschartner | Bora-Hansgrohe        | + 16"    |
|                                      |                     |                       |          |
| 31                                   | Maxim Van Gils      | Lotto Soudal          | + 50"    |
| 40                                   | Jetse Bol           | Burgos-BH             | + 1'03"  |

| Algemeen klassement |                    |                       |           |
| Plaats              | Naam               | Ploeg                 | Tijd      |
| Rode trui           | Primož Roglič      | Team Jumbo-Visma      | 21u04'49" |
| 2                   | Enric Mas          | Movistar Team         | + 25"     |
| 3                   | Miguel Ángel López | Movistar Team         | + 36"     |
| 4                   | Alejandro Valverde | Movistar Team         | + 41"     |
| 5                   | Egan Bernal        | INEOS Grenadiers      | z.t.      |
| 6                   | Aleksandr Vlasov   | Astana-Premier Tech   | + 53"     |
| 7                   | Giulio Ciccone     | Trek-Segafredo        | + 58"     |
| 8                   | Lilian Calmejane   | AG2R-Citroën          | + 1'04"   |
| 9                   | Mikel Landa        | Bahrain Victorious    | + 1'12"   |
| 10                  | Fabio Aru          | Team Qhubeka NextHash | + 1'17"   |
|                     |                    |                       |           |
| 28                  | Wout Poels         | Bahrain Victorious    | + 3'19"   |
| 40                  | Mauri Vansevenant  | Deceuninck-Quick-Step | + 5'59"   |

## Nevenklassementen
| Puntenklassement |                     |                       |        |
| Plaats           | Naam                | Ploeg                 | Punten |
| Groene trui      | Jasper Philipsen    | Alpecin-Fenix         | 131    |
| 2                | Fabio Jakobsen      | Deceuninck-Quick-Step | 130    |
| 3                | Magnus Cort Nielsen | EF Education-Nippo    | 67     |
| 4                | Michael Matthews    | Team BikeExchange     | 58     |
| 5                | Primož Roglič       | Team Jumbo-Visma      | 54     |

| Bergklassement        |                 |                                    |        |
| Plaats                | Naam            | Ploeg                              | Punten |
| Bolletjestrui (blauw) | Rein Taaramäe   | Intermarché-Wanty-Gobert Matériaux | 10     |
| 2                     | Kenny Elissonde | Trek-Segafredo                     | 7      |
| 3                     | Joe Dombrowski  | UAE Team Emirates                  | 6      |
| 4                     | Tobias Bayer    | Alpecin-Fenix                      | 5      |
| 5                     | Sepp Kuss       | Team Jumbo-Visma                   | 3      |
|                       |                 |                                    |        |
| 10                    | Sep Vanmarcke   | Israel Start-Up Nation             | 2      |

| Jongerenklassement |                   |                       |           |
| Plaats             | Naam              | Ploeg                 | Punten    |
| Witte trui         | Egan Bernal       | INEOS Grenadiers      | 21u05'30" |
| 2                  | Aleksandr Vlasov  | Astana-Premier Tech   | + 12"     |
| 3                  | Juan Pedro López  | Trek-Segafredo        | + 1'24"   |
| 4                  | Gino Mäder        | Bahrain Victorious    | + 1'32"   |
| 5                  | Tobias Bayer      | Alpecin-Fenix         | + 1'57"   |
|                    |                   |                       |           |
| 12                 | Mauri Vansevenant | Deceuninck-Quick-Step | + 5'18"   |
| 44                 | Thymen Arensman   | Team DSM              | + 32'18"  |

| Ploegenklassement |                    |           |
| Plaats            | Ploeg              | Tijd      |
|                   | Movistar Team      | 63u16'06" |
| 2                 | INEOS Grenadiers   | + 1'32"   |
| 3                 | UAE Team Emirates  | + 1'39"   |
| 4                 | Bahrain Victorious | + 2'07"   |
| 5                 | AG2R-Citroën       | + 3'57"   |

## Opgaves
1e etappe ·
2e etappe ·
3e etappe ·
4e etappe ·
5e etappe ·
6e etappe ·
7e etappe ·
8e etappe ·
9e etappe ·
10e etappe ·
11e etappe ·
12e etappe ·
13e etappe ·
14e etappe ·
15e etappe ·
16e etappe ·
17e etappe ·
18e etappe ·
19e etappe ·
20e etappe ·
21e etappe
Startlijst · Eindstanden · Afbeeldingen